# 呼吸抑制
呼吸抑制 (こきゅうよくせい、respiratory depression)（低換気ていかんき、Hypoventilation, としても知られる) とは、生命維持に必要な呼吸ガス交換を行うには、換気が不十分な状況を意味する医学用語である。

## 概要
呼吸抑制と低換気はほぼ、同義であるが、低換気はこの用語を含む病名があるのに対して、呼吸抑制は病態のみを表し、この用語を含む病名は日本語の医学用語にはない。また、人工呼吸中に発生した換気量の低下は低換気と称されるが、呼吸抑制とはあまり呼ばれない。
治療が行わなければ、二酸化炭素濃度の上昇（高炭酸ガス血症）と呼吸性アシドーシスを引き起こす。
呼吸抑制は、呼吸停止(呼吸が完全に停止し、数分以内に急速に完全な酸素欠乏症に至り、低酸素症により死亡し得る)と同義ではないが、どちらも医学的緊急事態である。
呼吸抑制は低酸素症の前兆と見なすことができ、その致死性は二酸化炭素毒性を伴う低酸素症に起因する。

## 原因
呼吸抑制は、以下によって引き起こされる可能性がある。
- 脳幹に影響を与える脳卒中などの病状
- 自発的な息止めまたは呼吸不足。たとえば、低換気トレーニング[3]またはブテイコ呼吸法（喘息やその他の呼吸器疾患の代替治療的理学療法）（英語版）。
- 呼吸抑制を促す低炭酸ガス血症（英語版）
- 肥満; 肥満性低換気症候群（英語版）を参照
- 慢性高山病; エネルギーを節約するメカニズムによる[4]。

### 薬
薬やレクリエーショナルドラッグの副作用として、呼吸抑制が生命を脅かす可能性がある。エタノール、ベンゾジアゼピン（ロラゼパム、アルプラゾラムなど）、バルビツレート、 Γ-ヒドロキシ酪酸 、鎮静剤、オピオイドなど、さまざまな中枢神経系(CNS)抑制薬は、大量または過剰に摂取したり、他の抑制剤と混合したりすると、呼吸抑制を引き起こす。特にオピオイド（フェンタニル、ヘロイン、モルヒネ、オキシコドン、ヒドロモルフォンなど）は、呼吸を抑制することが知られている。特に偶発的または意図的な過剰摂取の場合に、ヒトは完全に呼吸停止となる可能性があり 、治療を受けなければ急速に死に至る。オピオイドの過剰摂取や他のCNS抑制剤との併用は、このような死亡を引き起こすことで有名である。

## 治療
慢性的な肺機能障害（COPDなど）では、身体は変化した状況にある程度は適応できる。血液中の酸素含有量の減少に慣れるのである。血中二酸化炭素含有量の増加による酸塩基平衡の変化は、腎臓からの酸の排泄量の増加によって代償される。しかし、基礎疾患を最適に治療し、原因（例えば喫煙）を取り除く必要がある。
胃カメラなどの短時間の鎮静時によくあるように、突然呼吸抑制が起こった場合、酸素を投与することで血中酸素濃度の重大な低下を防ぐことはできる。ただし、換気がまだ基本的に機能していることが前提である。これで不十分な場合は、まず気道確保やマスク換気によってガス交換を確保することができる。問題が長期化する場合は、非侵襲的マスク換気や挿管後の機械換気によるサポートが必要となることもある。
睡眠中の呼吸調節障害（睡眠時無呼吸症候群）は、気づかれないことが多いが、これは特殊な病態である。原因となる基礎疾患（コントロール不良の高血圧、心不全、いびき）の治療後、専門医による非侵襲的陽圧換気療法（CPAP）が行われる。
ニケタミドのような呼吸刺激薬は、中枢神経系抑制剤の過量投与による呼吸抑制に対抗するために従来から使用されていたが、その効果は限定的であった。 BIMU8と呼ばれる新しい呼吸刺激薬が研究されており、これははるかに効果的であり、治療効果を相殺することなく、アヘン剤や類似の薬物によって引き起こされる呼吸抑制を拮抗するのに役立つ可能性がある。
オピオイドの過剰摂取が原因で呼吸抑制が発生した場合、通常はオピオイド拮抗薬、多くはナロキソンが投与される。これにより、他の抑制物質が合併していない限り、呼吸抑制が急速に回復する。しかし、オピオイド拮抗薬は、慢性使用者にオピオイド離脱症候群を引き起こす可能性もある。

## 関連する条件
先天性中枢性低換気症候群(CCHS) やROHHAD症候群(急速発症肥満、視床下部機能障害、低換気、自律神経調節不全を伴う) などの障害は、低換気に関連する疾患として知られている。 CCHS は乳幼児突然死症候群(SIDS)(英語圏では「簡易ベッド死」（cot death）または「ベビーベッド死」（crib death）と呼ばれる)の重要な要因である可能性がある。
反対の状態は過換気であり、高炭酸ガス血症ではなく、低炭酸ガス血症をもたらす。